# Любомир Дамянов
Любомир Дамянов е български музикант и композитор – автор на поп и рок музика, музикален редактор в БНТ и радио продуцент.

## Биография и творчество
Любомир Веселинов Дамянов е роден на 26 септември 1950 г. в Плевен. Завършва плевенската музикална гимназия с цигулка през 1969 г. и същата година е приет студент в Българската държавна консерватория - теоретико-композиторски факултет. След дипломирането си през 1974 г. свири с музикални състави в чужбина. Цигулар е в оркестъра на Емил Димитров „Синьо-белите“ и „LZ“, с които пътува и осъществява записи в БНР. В началото на 80-те свири в група „Синтез“. Свирил е и на акустична китара. През 1977 г. постъпва в БНТ като редактор в „Забавни програми“. Отговорен редактор е на предаванията „Телевизионна дискотека“, „С песен из България“, копродукции, класацията „Мелодия на годината“, новогодишни програми и др. Напуска БНТ. От 1993 г. продуцира класическа музика в изпълнение на КА „Софийски солисти“ и ВК „Алеко“, с които издава три компактдиска. В периода 1995 – 1998 г. работи като музикален продуцент и директор на „Радио 99“. Продуцира Лили Иванова, група „LZ“, дует „Каравел“, Румен Александров и др. Първата си песен „Моя звезда“ с „LZ“ записва през 1977 г. Емблематичен негов хит е „Големият кораб минава“ в изпълнение на „LZ“. Други известни хитове на Любомир Дамянов са „Само ти“ в изп. на дует „Каравел“, „Рали“ и „В кафето“ в изп. на Васил Найденов, „Ти ме повика“ и „Ти идваше“ – Лили Иванова, „Лято край морето“ – Вили Кавалджиев, „Изповед“ – Кичка Бодурова“, „След лятото“ – „LZ“, „Лудо влюбена жена“ – Силвия Кацарова, „Всичко е любов“ – Силвия Кацарова и Васил Найденов, „Бурята в сърцето“ – група „Стил“, „Ноктюрно“ – Петя Буюклиева, „Полет“ – Стенли и др. Песните на Любомир Дамянов са печелили награди в България и чужбина и звучат в националния ефир. Понастоящем работи на свободна практика.

## Дискография
| Година | Албум                                                             | Вид | Издател         | Каталожен номер |
| ------ | ----------------------------------------------------------------- | --- | --------------- | --------------- |
| 1989   | „Любомир Дамянов. Избрани песни“                                  | LP  | Балкантон       | ВТА 12465       |
| 2003   | „Изповед“                                                         | CD  | Riva Sound      | RSCD 3113       |
| 2005   | „Полет“                                                           | CD  | Riva Sound      | RSCD 3133       |
| 2011   | „Ноктюрно. Златните хитове на Любомир Дамянов“                    | CD  | Riva Sound      | RSCD 3162       |
| 2022   | „Най-доброто на творческия тандем Любомир Дамянов и Атанас Димов“ | CD  | Любомир Дамянов |                 |